# André Luis Silva de Aguiar
André Luis Silva de Aguiar, mais conhecido como André Luis (Santarém, 9 de março de 1994), é um futebolista brasileiro que atua como atacante. Atualmente joga pelo Shanghai Shenhua.

## Carreira

### Início
André surgiu para o futebol em Santarém no projeto de escolinha “Livro na Mão, Bola no Pé” do ex-jogador Hermes Viana. Depois, foi revelado pelo Aliança de Futebol Júnior, clube que realiza trabalho de base com jovens jogadores. Em 2011, mesmo com idade de juniores, o atacante se destacou pelo São Francisco na segunda divisão do Campeonato Paraense e logo foi contratado para as categorias de base do Grêmio.
Pelo tricolor gaúcho, o jogador conquistou a Taça BH e a Copa FGF sub-19 em 2012. André atuou, inclusive, pela equipe profissional do clube, em duas partidas do Campeonato Gaúcho de 2013, uma vez que a equipe principal estava focada na disputa da Libertadores da América daquele ano.

### Botafogo
No início de 2014, após ter seu contrato encerrado com o Grêmio, André Luis se transferiu para o Botafogo, a princípio como jogador dos juniores. Logo em sua primeira temporada na categoria, foi campeão do Campeonato Carioca sub-20. No ano seguinte, foi promovido aos profissionais pelo recém-chegado técnico René Simões. Sua estreia com a camisa alvinegra foi na Copa do Brasil, em empate por 2–2 contra o Botafogo-PB.

### Empréstimos
No segundo semestre de 2015, o atacante foi emprestado ao Boavista-RJ para a disputa da Copa Rio e do Campeonato Carioca do ano seguinte. Em junho de 2016, o clube de Saquarema prorrogou o contrato de André Luis para aproveitá-lo mais uma vez na Copa Rio e também na Série D. No entanto, acabou sendo pouco utilizado no clube após a chegada do técnico Régis Amarante e rescindiu seu contrato em setembro.
Em 2017, foi contratado pelo Rio Verde para disputar o Campeonato Goiano. Mais uma vez sob o comando de Régis Amarante, o atacante estreou marcando um gol logo no primeiro minuto de jogo na vitória por 2–1 contra o Goiás. No último jogo do Rio Verde na competição, contra o Goianésia, André Luis marcou o gol que salvou o clube do rebaixamento no último minuto da partida.
Em maio, foi repassado ao Ypiranga de Erechim para disputar a Série C do Campeonato Brasileiro. Novamente, o atacante marcou um gol logo em sua estreia, dessa vez na vitória por 2–0 diante do Tupi. Na partida contra o Volta Redonda, válida pela 15ª rodada da Série C, André Luis sofreu uma lesão no ligamento colateral medial do joelho esquerdo, precisando parar por cinco semanas para tratamento de fisioterapia. Com isso, o jogador, que liderava a artilharia até então, ficou fora do restante da competição.
Após a eliminação do Ypiranga na Série C, o jogador foi emprestado ao Figueirense para a metade final da Série B. Seu primeiro gol pelo clube catarinense aconteceu no dia 4 de novembro, na vitória por 2–0 sobre o Brasil de Pelotas.

### Figueirense
Após o fim de seu contrato com o Botafogo, ao final de dezembro de 2017, André Luis foi preterido pelo clube carioca e acertou sua transferência em definitivo para o Figueirense. Nesse novo ciclo no time catarinense, o avançado começou bem a temporada: marcou seis gols no estadual, conquistado pelo Figueirense, e foi eleito o melhor atacante da competição. Na Série B, porém, aos poucos foi perdendo espaço e anotou apenas um gol em 16 partidas disputadas.

### Futebol português
No final de agosto de 2018, no último dia do mercado de transferências português, o atacante foi anunciado pelo Chaves. André Luís assinou contrato com a nova equipe, sua primeira fora do Brasil, por quatro temporadas. Em outubro de 2020, foi contratado pelo Moreirense. Pelo time de Moreira de Cónegos, o centroavante foi campeão da Segunda Liga de 2022–23 e, posteriormente, tornou-se capitão da equipe. Ao todo, foram 33 gols em 101 jogos.

### Futebol chinês
No início de 2024, André Luis acertou sua transferência para o Shanghai Shenhua.

## Títulos
Grêmio
- Taça Belo Horizonte de Futebol Júnior: 2012 (categorias de base)
- Copa FGF Sub-20: 2012 (categorias de base)

Botafogo
- Campeonato Carioca Sub-20: 2014 (categorias de base)

Figueirense
- Campeonato Catarinense: 2018

Moreirense
- Segunda Liga: 2022–23

Shanghai Shenhua
- Supercopa da China: 2024 e 2025

## Prêmios individuais
| Ano  | Premiação                          | Prêmio          | Time        | Resultado | Ref.   |
| ---- | ---------------------------------- | --------------- | ----------- | --------- | ------ |
| 2018 | Melhores do Campeonato Catarinense | Melhor atacante | Figueirense | Venceu    | [ 24 ] |